# Mary Heaton Vorse
Mary Heaton Vorse (Nueva York, 11 de octubre de 1874 - Provincetown, 14 de junio de 1966) fue una periodista estadounidense, activista del movimiento obrero, crítica social y novelista. Era directa y activa en causas relativas a la paz y a la justicia social, como es el caso del sufragio femenino, los derechos civiles, el pacifismo (y en ese contexto la oposición a la Primera Guerra Mundial), el socialismo, la explotación infantil, la mortalidad infantil, los conflictos laborales y el acceso a la vivienda.

## Biografía
Heaton nació el 11 de octubre de 1874 en Nueva York de Ellen Marvin Heaton e Hiram Heaton. Se crio en la prosperidad en Amherst, Massachusetts, en una casa de 24 habitaciones con hermanastros del matrimonio anterior de su madre. El dinero de la familia venía del lado de su madre. En 1852, la madre de Vorse se había casado con el capitán Charles Bernard Marvin, un acaudalado magnate naviero y comerciante de licores, más de 20 años mayor que ella, cuando tenía tan solo 18 años. Ellen Marvin enviudó a los 37 años con cinco hijos. En 1873, se casó con el padre de Heaton, quien, con su familia, operaba el Stockbridge Inn.
La familia viajó mucho y pasó más de un año en Europa, donde Heaton asistió al jardín de infancia en Hannover y al primer año de la escuela primaria en Dresde, aprendiendo el alemán en el proceso. Más tarde, la familia tuvo un apartamento en París, donde Mary aprendió francés, seguido más tarde por un invierno en Austria.
En sus memorias de 1935, fecha su interés por los problemas de la política y la economía en los años de su juventud, cuando su madre le leía en voz alta un libro del etnógrafo George Kennan sobre el brutal sistema penal siberiano de Rusia. También entonces generó interés por la literatura rusa clásica, complementada con lecturas dirigidas con su padre sobre temas de la historia de Estados Unidos.
Encontró su intelecto estimulado por la vida en la ciudad universitaria de Amherst y las discusiones mantenidas en el hogar familiar entre su padre y varios amigos prominentes de la academia, incluido el presidente del Massachusetts Agricultural College de la Universidad de Massachusetts Amherst, Henry Hill Goodell, y el profesor de antropología John Tyler.
Se le permitió dejar el sistema escolar formal a una edad temprana y posteriormente pasó varios inviernos en París estudiando arte. En 1896, Heaton comenzó a estudiar en la Liga de estudiantes de arte de Nueva York, en West 57th Street en Nueva York. La Liga había sido establecida 20 años antes por hombres jóvenes de mente fuerte que se rebelaron contra la naturaleza conservadora de la instrucción en la Academia Nacional de Diseño. Cuando Mary ingresó, la escuela estaba en auge, con más de 1100 alumnos estudiando en clases diurnas y nocturnas segregadas por sexo, estudiando bocetos, escultura y pintura.
Si bien Heaton encontró estimulante la participación en el vanguardismo, lamentablemente carecía de talento. Escribió en su diario: "Cuando entro en mi habitación y veo mi trabajo tirado por ahí, mi sentido de mi propia futilidad me abruma. Después de tanto trabajo, eso es todo lo que puedo hacer".

## Carrera profesional
Era joven, inteligente y atlética y estaba profundamente influenciada por las ideas del feminismo que habían comenzado a surgir a medida que el siglo XIX llegaba a su fin. Muchas mujeres de clase alta como Heaton estaban a la vanguardia del movimiento por los derechos de las mujeres a la independencia económica, la educación, el derecho al voto y el control de la natalidad.
Su primer marido fue Albert White "Bert" Vorse, un periodista que había viajado mucho y que había trabajado durante un año en una casa de asentamientode Boston, dirigida por Edward Everett Hale. Se casaron el 26 de octubre de 1898 tras un breve noviazgo y tuvieron dos hijos: un niño, Heaton, nacido en 1901 y una niña, Mary, nacida en 1907.
La pareja comenzó a prestar mayor atención a los problemas sociales de la época, estimuladoa por los muckraking, la política reformista del momento y una amistad personal con el periodista radical Lincoln Steffens. Los Vorse solían ir a navegar con Steffens y su esposa en el barco de los Vorses, donde se les obsequiaba con las "historias épicas" de Steffens sobre "saqueos gigantes y piratería".
Bert pronto fue destinado a París como corresponsal del Philadelphia Ledger. Fue en Francia donde Heaton, animada e instruida por su esposo, empezó a interesarse por la escritura profesional. Comenzó a crear y vender ficción romántica a revistas femeninas. Sus historias a menudo presentaban el tópico literario de una heroína robusta y enérgica que lograba ganarse el afecto de un hombre codiciado sobre un rival más restringido y convencionalmente femenino.
En 1904, los Vorses se mudaron a Venecia, donde Heaton se introdujo por primera vez en el mundo de la clase trabajadora y sus luchas laborales.
Bert murió el 14 de junio de 1910 de una hemorragia cerebral.

## Activismo y periodismo

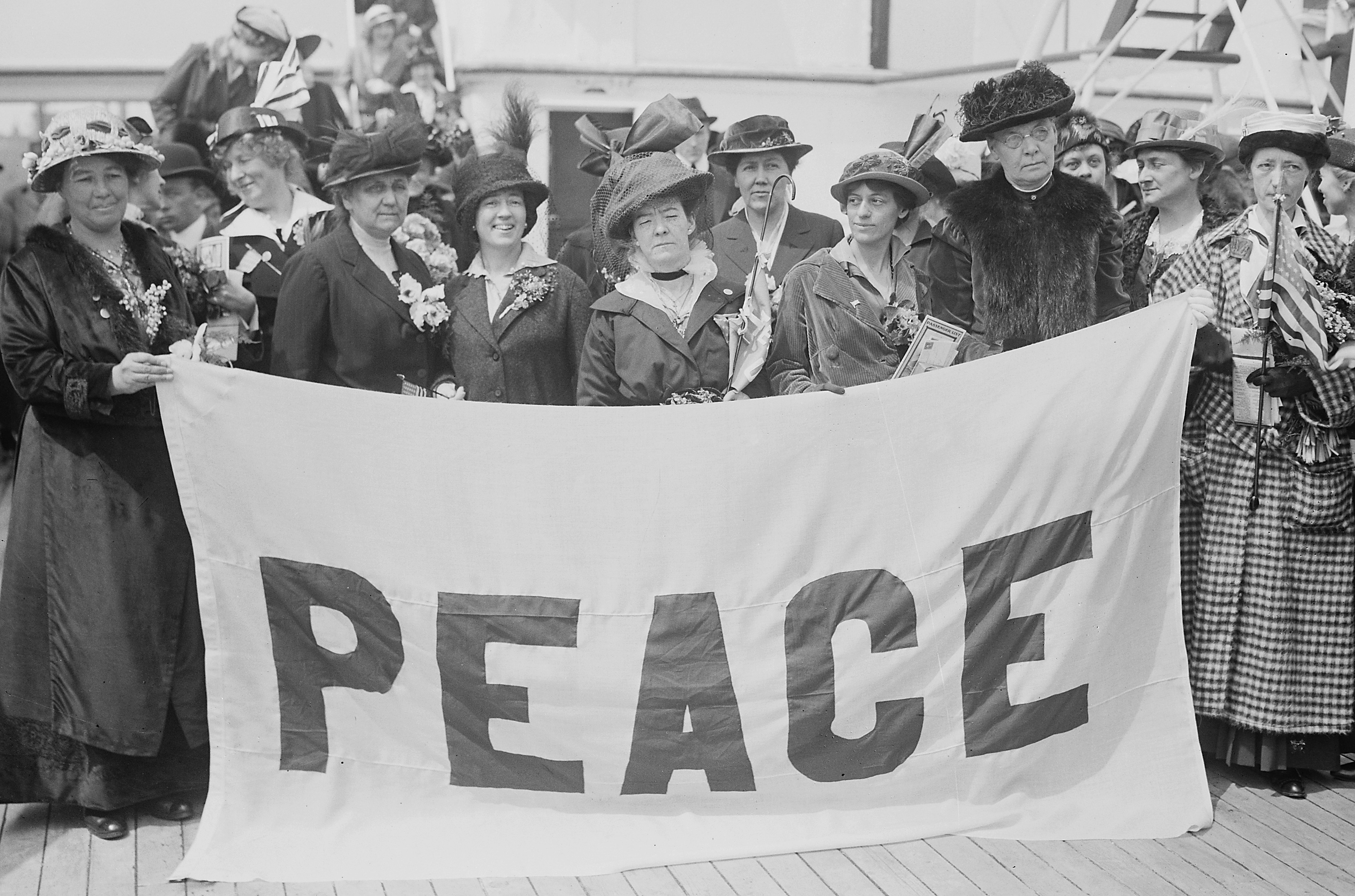
Delegadas estadounidenses al Congreso Internacional de Mujeres por la Paz de abril de 1915 en La Haya.

En 1912, se casó con el periodista Joe O'Brien, un socialista de Virginia a quien conoció en el Lawrence Textile Strike de 1912. La pareja tuvo un hijo, un niño nacido en 1914. Joe O'Brien murió en 1915.
Vorse participó activamente en la lucha contra el militarismo y la entrada de Estados Unidos en la Primera Guerra Mundial y fue miembro fundador del Partido de la Mujer por la Paz en enero de 1915. Fue elegida delegada del Partido del Sufragio Femenino de Nueva York a un Congreso Internacional de Mujeres por la Paz celebrado en La Haya a fines de abril de 1915, viajando a bordo del MS Noordam a través de aguas sembradas de minas para asistir.
Escribió para el Nueva York Post, Nueva York World, McCall's, Harper's Weekly, Atlantic Monthly, The Masses, New Masses, New Republic y McClure's Magazine, así como para varios servicios de noticias.
Participó e informó sobre la huelga textil de Lawrence, la huelga del acero de 1919, la huelga de los trabajadores textiles de 1934 y las huelgas del carbón en el condado de Harlan, Kentucky.
De 1919 a 1923, Vorse mantuvo una relación con el caricaturista político radical y funcionario del Partido Comunista Robert Minor.

## Reconocimientos
Cuatro años antes de su muerte en 1966, Vorse, de 88 años, llegó al banquete de bodas de plata de United Auto Workers, acompañada por el líder sindical Walter Reuther. Allí, recibió el primer Premio de Justicia Social de la UAW, con la ex primera dama Eleanor Roosevelt y el novelista Upton Sinclair para compartir su honor. Vorse fue premiada por su trabajo como una de las periodistas laborales más importantes de las décadas de las décadas de 1920 y 1930.

## Muerte y legado
Vorse murió de un ataque al corazón el 14 de junio de 1966, en su casa en Provincetown, Massachusetts, en la punta extrema de Cabo Cod, donde fue enterrada. Tenía 92 años.
Además de sus memorias escritas en 1935, Vorse participó en un proyecto de historia oral en la Universidad de Columbia en 1957, una entrevista que fue transcrita y microfilmada por la universidad.
Vorse también escribió varias historias de fantasmas, incluida "La segunda esposa" (1912). Las historias fueron recopiladas más tarde en el volumen Sinister Romance de Ash-Tree Press: Historias de fantasmas recopiladas.
A veces se la recuerda de manera anecdótica como la inspiración para el personaje de ficción "Mary French" para la obra de John Dos Passos Trilogía USA.

## Obra
- The Breaking In of a Yacthtsman's Wife. Boston: Houghton, Mifflin and Co., 1908.
- The Whole Family. (Contributor.) Nueva York: Harper and Brothers, 1908.
- Autobiography of an Elderly Woman. Boston: Houghton, Mifflin and Co., 1911.
- The Very Little Person. Boston: Houghton Mifflin Co., 1911.
- The Heart's Country. Boston: Houghton Mifflin Co., 1914.
- The Sturdy Oak: A Composite Novel of American Politics by Fourteen American Authors. Nueva York: Henry Holt, 1917.
- I've Come to Stay: A Love Comedy of Bohemia. Nueva York: The Century Co., 1918.
- The Prestons. Nueva York: Boni and Liveright, 1918.
- Growing Up. Nueva York: Boni and Liveright, 1920.
- Men and Steel. Nueva York: Boni and Liveright, 1920.
- The Ninth Man: A Story. Nueva York: Harper and Brothers, 1920.
- Wreckage: A Play in One Act. With Colin Clements. Nueva York: D. Appleton, 1924.
- Fraycar's Fist. Nueva York: Boni and Liveright, 1924.
- Passaic. Nueva York: International Labor Defense, 1926.
- The Passaic Textile Strike, 1926-1927. Passaic, NJ: General Relief Committee of Textile Strikers, 1927.
- Second Cabin. Nueva York: Horace Liveright, 1928.
- Gastonia. n.c.: n.p., 1929.
- Strike! Nueva York: Horace Liveright, 1930.
- A Footnote to Folly: Reminiscences of Mary Heaton Vorse. Nueva York: Farrar & Rinehart, 1935.
- Labor's New Millions. Nueva York: Modern Age Books, 1938.
- Time and the Town: A Provincetown Chronicle. Nueva York: Dial Press, 1942.
- America's Submerged Class: The Migrants. Cleveland, OH: National Consumers League, n.d. [c. 1953].
- Rebel Pen: The Writings of Mary Heaton Vorse. Dee Garrison, ed. Nueva York: Monthly Review Press, 1985.